# Долно Пунушевце
Долно Пунушевце или Пунешевци (на сръбски: Доње Пунушевце или Donje Punuševce) е село в Югоизточна Сърбия, Пчински окръг, Град Враня, община Враня.

## География
Селото се намира в планински район. Разположено е високо над десния бряг на река Кочурица. По своя план е пръснат тип селище. Отстои на 38,4 км югоизточно от общинския и окръжен център Враня, на 2,6 km източно от село Марганце, на 7,2 km северно от село Шаинце и на юг от село Горно Пуношевце.

## История
В края на XIX век селото е част от Прешевска кааза на Османската империя. Според статистиката на Васил Кънчов („Македония. Етнография и статистика“) от 1900 година Пунешевце е населявано от 125 жители българи християни. Според патриаршеския митрополит Фирмилиан в 1902 година в Пунешевце има 24 сръбски патриаршистки къщи.
По време на Първата световна война селото е във военновременните граници на Царство България, като административно е част от Бояновска околия на Кумановски окръг.
В 2002 година в селото има 21 жители, сърби. Според преброяването на населението от 2011 г. селото има 7 жители.